# Jinkx Monsoon
Jinkx Monsoon, pseudonimo di Hera Lilith Hoffer (Portland, 18 settembre 1987), è una cantautrice, attrice, comica e drag queen statunitense, nota per aver vinto la quinta edizione di RuPaul's Drag Race e la settima edizione di RuPaul's Drag Race All Stars.

## Biografia
Hoffer nasce a Portland, durante l'infanzia è stata educata religiosamente cristiana cattolica e all'età di 18 anni ha scoperto di avere origini russo-ebraiche da parte della madre. Durante il suo percorso di studi si è diplomata presso il liceo d'arte Grant High School per poi conseguire una laurea in teatro presso il Cornish College of the Arts di Seattle.
La prima esperienza da drag queen di Hoffer è stata a 16 anni, esibendosi all'interno dell'Escape Nightclub di Seattle. Il suo nome da drag queen originariamente sarebbe stato Heidi Destruction, prima di optare definitivamente per Jinkx Monsoon.
Dopo essersi trasferita a Seattle, in collaborazione con il produttore Nick Sahoyah ha scritto e recitato in diversi episodi della webserie Monsoon Season per conto del sito web Funny or Die. Nel 2011, Monsoon ha preso parte al film Waxie Moon in Fallen Jewel di Wes Hurley.
Nel novembre 2012 l'emittente Logo TV ha annunciato che Jinkx Monsoon era stata selezionata come una delle quattordici drag queen che avrebbero preso parte alla quinta edizione di RuPaul's Drag Race, dove è stata dichiarata vincitrice il successivo 6 maggio 2013. Subito dopo la vittoria del programma, Monsoon ha debuttato come attrice teatrale, esibendosi alla produzione del musical Hedwig and the Angry Inch presso il Moore Theatre e alla produzione di Hairspray presso il 5th Avenue Theatre.
Nell'ottobre 2013 è stato annunciato che il documentario Drag Becomes Him, con protagonista Monsoon, sarebbe stato trasposto in un lungometraggio, con la partecipazione del produttore Basil Shadid. Nel marzo 2014 una campagna Kickstarter ha raccolto con successo i fondi per completare il progetto. La prima della pellicola è andata in onda presso il Cinerama di Seattle il 29 aprile 2015.
Nel 2014, sotto l'etichetta discografica Sidecar Records, pubblica l'album di debutto The Inevitable Album, al cui interno è presente il singolo The Bacon Shake, che vede la collaborazione di Fred Schneider, frontman di The B-52s.
Nel 2018 Monsoon pubblica l'album The Ginger Snapped, da cui viene estratto il singolo Cartoons and Vodka che ha superato le 10 milioni di visualizzazioni su YouTube. Successivamente ha fatto un'apparizione speciale nelle serie tv di Cartoon Network Steven Universe di Rebecca Sugar.
Nel 2020 Monsoon ha preso parte alla pellicola Non ti presento i miei presentato in esclusiva sulla piattaforma streaming Hulu. Nello stesso anno hanno co-scritto e prodotto il lungometraggio natalizio The Jinkx and DeLa Holiday Special, in collaborazione con la drag queen statunitense BenDeLaCreme, il duo ha successivamente portato lo spettacolo in tournée mondiale nel corso del 2021.
Nel 2022 Monsoon, insieme ad altre sette vincitrici del franchise, ha preso parte alla settima edizione di RuPaul's Drag Race All Stars, dove è stata incoronata vincitrice dell'edizione e ha ottenuto il titolo di Queen of All Queens. Nel gennaio 2023 debutta a Broadway nel musical Chicago. Nell'aprile del 2024 prende parte al musical Off-Broadway La piccola bottega degli orrori a fianco di Corbin Bleu, mentre nel mese successivo interpreta un ruolo nella quattordicesima stagione della serie di fantascienza Doctor Who.

## Vita privata
Monsoon in passato si identificava precedentemente come persona non-binary, preferendo i pronomi they/them, di genere neutro, quando non in drag. In un'intervista dell'aprile 2017, ha dichiarato: «Non mi sono mai identificata pienamente come un uomo. Mi sono sempre identificata come più genderfluid, ma non ho mai conosciuto il vocabolario per spiegarlo a me stessa». Nel 2024, ha rivelato di identificarsi come una donna transgender femminile, preferendo i pronomi she/her, e di avere adottato come nome legale "Hera", preso dalla dea greca Era. Soffre di narcolessia, malattia che ha rivelato durante la sua prima partecipazione a RuPaul's Drag Race.
Nel gennaio 2021, Monsoon ha sposato il suo compagno Michael Abbott con una piccola cerimonia privata, alla quale hanno assistito amici e parenti in videochiamata a causa della pandemia di COVID-19. Il matrimonio è stato officiato dalla comica canadese Deven Green. Nel 2024 la coppia annuncia ufficialmente la propria separazione.
Dal punto di vista politico, Monsoon ha sempre sostenuto il Partito Democratico americano e nel 2020 ha supportato le campagne elettorali di Elizabeth Warren e Bernie Sanders come candidati di partito alla presidenza degli Stati Uniti d'America.

## Discografia

### Album in studio
- 2014 – The Inevitable Album
- 2015 – ReAnimated
- 2018 – The Ginger Snapped
- 2023 – Red Head Redemption

### EP
- 2022 – The Virgo Odyssey: Prologue

### Colonne sonore
- 2022 – The Jinkx & Dela Holiday Special (con BenDeLaCreme)

### Opere audivisive
- 2014 – The Inevitable Commentary Album

### Singoli
- 2014 – Coffee & Wine
- 2014 – The Bacon Shake
- 2014 – Creep
- 2015 – Hold On JMX (GlitterMix) (feat. Jean Morisoon)
- 2018 – Cartoons and Vodka
- 2022 – Know-It-All
- 2022 – Strange Magic
- 2022 – Space & Time
- 2022 – Looking at the Lights (con BenDeLaCreme)
- 2023 – The Lavander Song

#### Come artista ospite
- 2013 – Can I Get an Amen? (RuPaul con il cast di RuPaul's Drag Race 5)
- 2013 – Schizophrenic (Two Dudes in Love feat. Jinkx Monsoon)
- 2013 – Bring It (Manila Luzon feat. Jinkx Monsoon)
- 2022 – Legends (RuPaul con il cast di RuPaul's Drag Race All Stars 7)
- 2022 – 2gether 4eva (con il cast di RuPaul's Drag Race All Stars 7)

## Filmografia

### Cinema
- Waxie Moon in Fallen Jewel, regia di Wes Hurley (2011)
- East of Adin, regia di Alessandra Corazzini (2013)
- Drag Becomes Him, regia di Alex Berry (2014)
- Trixie Mattel: Moving Parts, regia di Nick Zeig-Owens (2019)
- The Queens, regia di Adrienne Gruben (2019)
- Non ti presento i miei (Happiest Season), regia di Clea DuVall (2020)
- The Jinkx & Dela Holiday Special, regia di Benjamin Putnam (2020)

### Televisione
- RuPaul's Drag Race, talent show, 14 episodi (Logo TV, 2013)
- RuPaul's Drag Race: Untucked, serie TV, 11 episodi (Logo TV, 2013)
- Blue Bloods, serie TV, episodio 4x14 (CBS, 2013)
- Gay for Play Game Show Starring RuPaul, programma TV, 1 episodio (Logo TV, 2016)
- AJ and the Queen, serie TV, 1 episodio (Netflix, 2020)
- RuPaul's Drag Race All Stars, talent show, 12 episodi (Paramount+, 2022)
- RuPaul's Drag Race All Stars: Untucked, serie TV, 12 episodi (Paramount+, 2022)
- The Viev, talk show, 1 episodio (ABC, 2022)
- Doctor Who, serie TV, episodio 14x02 (BBC, 2024)

### Doppiaggio
- Smeraldo in Steven Universe, serie TV, episodio 05x11 (Cartoon Network, 2018)
- Hairmosa in Mighty Magiswords, serie TV, episodio 02x02 (Cartoon Network, 2018)
- Jenna in Bravest Warriors, serie TV, 3 episodi (VRV, 2018)
- Martha, voci addizionali in Helluva Boss, serie TV
- Conte Limoncello, Lemoncarb n°1, Normulon, voci addizionali in Adventure Time: Fionna e Cake, serie TV, 4 episodi (Max, 2023)

### Webserie
- Monsoon Season, 2 stagioni (Funny or Die, 2011-2012)
- Blame the Hero, 1 episodio (YouTube, 2019)
- I Like to Watch, 1 episodio (Youtube/Netflix, 2021)

## Teatro
- Chicago, libretto di Fred Ebb, musiche di John Kander, regia di Walter Bobbie, coreografie di Ann Reinking. Ambassador Theatre di Broadway (2023-24)
- La piccola bottega degli orrori, libretto di Howard Ashman, colonna sonora di Alan Menken, regia di Michael Mayer. Westside Theatre dell'Off-Broadway (2024)
- Pirates! The Penzance Musical, libretto di W.S. Gilbert e Rupert Holmes, colonna sonora di Arthur Sullivan, regia di Scott Ellis. Todd Haimes Theatre di Broadway (2025)

## Doppiatrici italiane
Nelle versioni in italiano dei suoi lavori, Jinkx Monsoon è stata doppiata da:
- Andrea Oldani in Blue Bloods
- Benedetta Degli Innocenti in Doctor Who